# Stubline (Ilijaš)
Stubline es un pueblo ubicado en el municipio de Ilijaš, en el cantón de Sarajevo, Bosnia y Herzegovina.

## Superficie
Cuenta con una superficie de 3,38 km².

## Demografía
Hasta 2013 la población era de 4 habitantes, con una densidad de población de 1,2 hab/km².